# Myripristis robusta
Myripristis robusta — вид бериксоподібних риб родини Голоцентрові (Holocentridae).

## Опис
Тіло завдовжки до 22 см.

## Поширення
Зустрічається на заході Тихого океану біля острова Лусон та провінції Маданг у Філіппінах та біля берегів острова Нова Гвінея. Морський, демерсальний вид, асоційований з рифами. Мешкає у тропічних водах на глибині 34-45 м.